# Daewoo Tacuma
El Daewoo Tacuma (también conocido como Rezzo o Chevrolet Vivant) es un monovolumen del segmento C desarrollado por el fabricante surcoreano GM Daewoo que se vende bajo las marcas Daewoo y Chevrolet, desde el año 2000. Algunos de sus rivales son el Kia Carens, Hyundai Matrix, el Mazda 5, el Nissan Almera Tino y el Toyota Corolla Verso.
Derivado del turismo Daewoo Nubira, el Tacuma tiene motor delantero transversal y tracción delantera. Su carrocería de cinco puertas fue diseñada por el carrocero italiano Pininfarina. El modelo fue concebido para cinco pasajeros, aunque en algunos países como Corea del Sur y Chile también ha existido en versión de siete plazas en disposición 2-3-2.
La gama de motores de gasolina se compone de un 1.0 litros con 107 CV (106 HP; 79 kW) y un 2.0 litros de 122 CV (120 HP; 90 kW). Ambos son naturalmente aspirados y tienen inyección de combustible, cuatro cilindros en línea y cuatro válvulas por cilindro. En algunos países también se ofrece con motores que funcionan con gas licuado del petróleo. Las transmisiones disponibles son una manual de cinco velocidades o una automática de cuatro velocidades.[cita requerida]